# Вільхова (зупинний пункт)
Вільхова́ — залізничний зупинний пункт Коростенської дирекції Південно-Західної залізниці.
Розташований у селі Вільхова Народицького району Житомирської області на лінії Овруч — Вільча між станціями Рача (7 км) та Вільча (4 км).
Станом на лютий 2020 року пасажирське сполучення відсутнє, здійснюються промислові перевезення.